# Porto Alegre do Norte
Porto Alegre do Norte este un oraș în Mato Grosso (MT), Brazilia.